# Gaypornografi

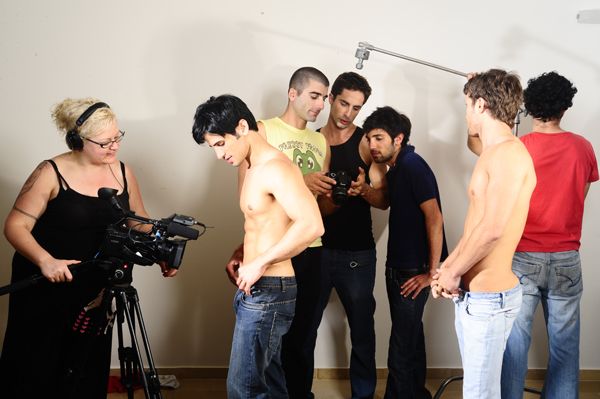
Inspelning av Michael Lucas porrfilm Men of Israel (2009)

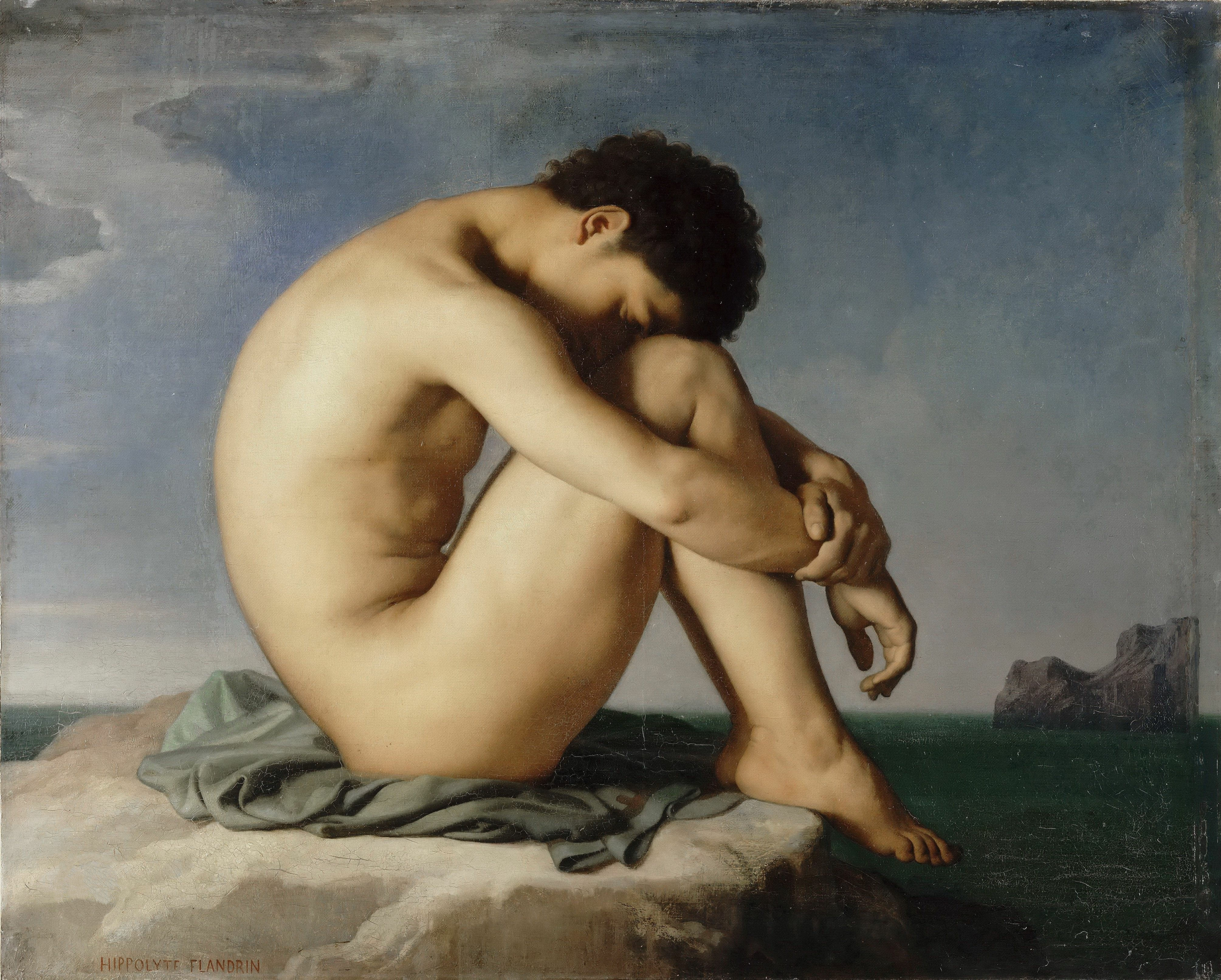
Målning från 1855 av Hippolyte Flandrin. Målningen blev en klassiker inom tidig gaykultur och har kopierats flera gånger.

Gaypornografi, i vardagligt tal gayporr eller bögporr, är pornografi (bilder, filmer med mera) som framställer sexuella aktiviteter mellan personer av samma kön. Den riktar sig vanligen till bi- och homosexuella män, men kvinnor är en annan mycket stor konsumentgrupp.

## Historik
Som en av de första gaypornografiska filmerna räknas den franska Le Ménage moderne du Madame Butterfly, producerad 1920.
Några av de internationellt största producenterna av kommersiell gaypornografi under 2000-talet är det San Francisco-baserade Falcon Entertainment (etablerad 1971) och i Europa slovakiska Bel Ami Productions.

## Konsumtion
En sexualpolitisk aspekt av gaypornografin, och som skiljer den från den heterosexuella, är att den för den enskilde kan utgöra det första mötet med utlevd homosexualitet. Därmed kan den, via identifikation, ha en identitetsstärkande verkan och i förlängningen vara av betydelse i den så kallade komma ut-processen.
Enligt Mother Jones leder Pakistan listan över länder där gayporr mest söks på internet.
Bögporr anses mest rikta sig till homosexuella män, vilka själva kan identifiera sig med personerna i scenerna. Men kvinnor är en annan mycket stor konsumentgrupp, och enligt Pornhubs statistikredovisning efter 2022 konsumerades under året 46,7 procent av sajtens bögporrvideor av kvinnor. 2015 noterade Pornhub bögpornografi som den näst mest populära genren bland de kvinnliga besökarna.